# Protoestrella

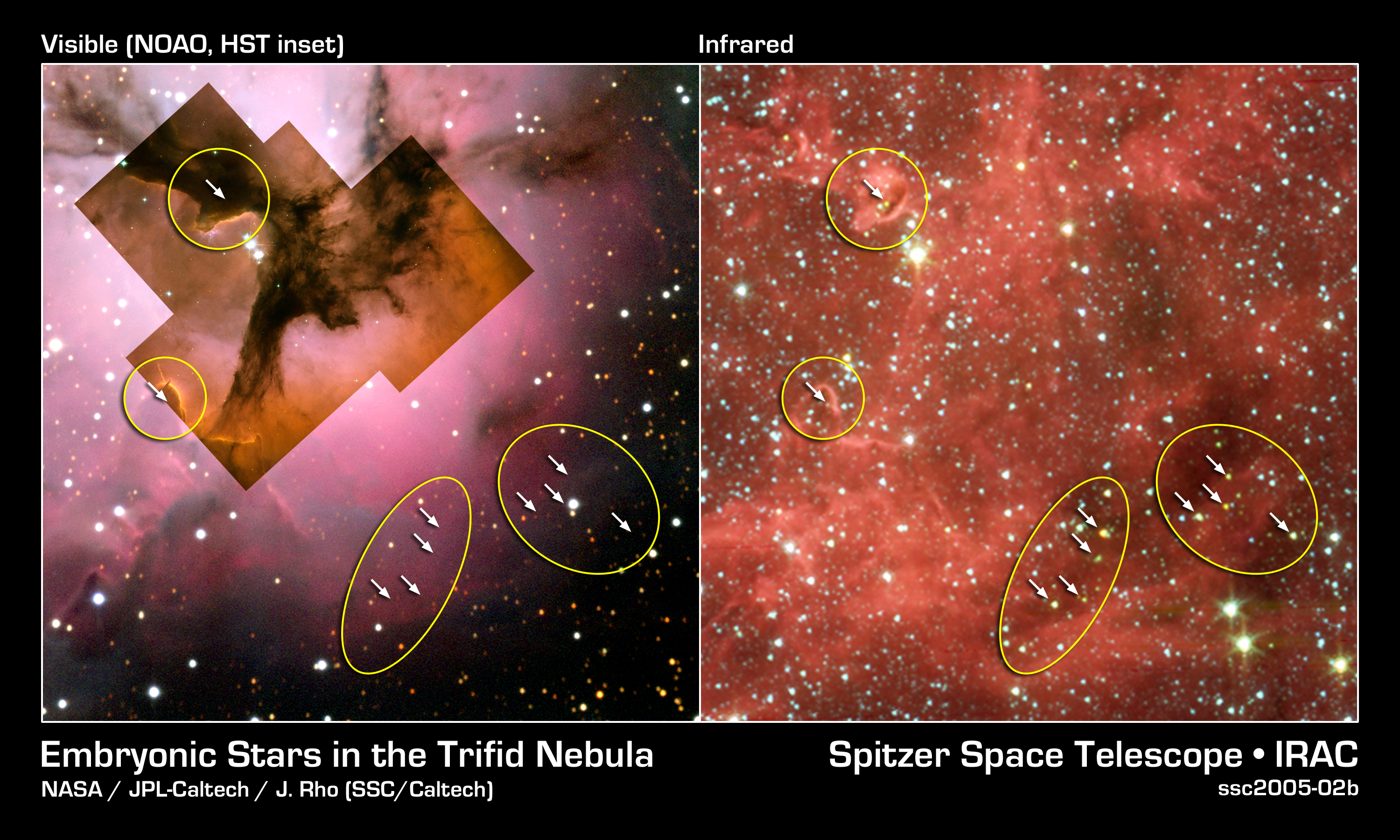
Imatge visible i infraroja de la Nebulosa Trífida, que mostra la presència de nombroses protoestrelles (marcades per fletxes) amagades pel gas i la pols del núvol molecular, que apareixen com a punts brillants a la imatge infraroja sense contrapartida òptica

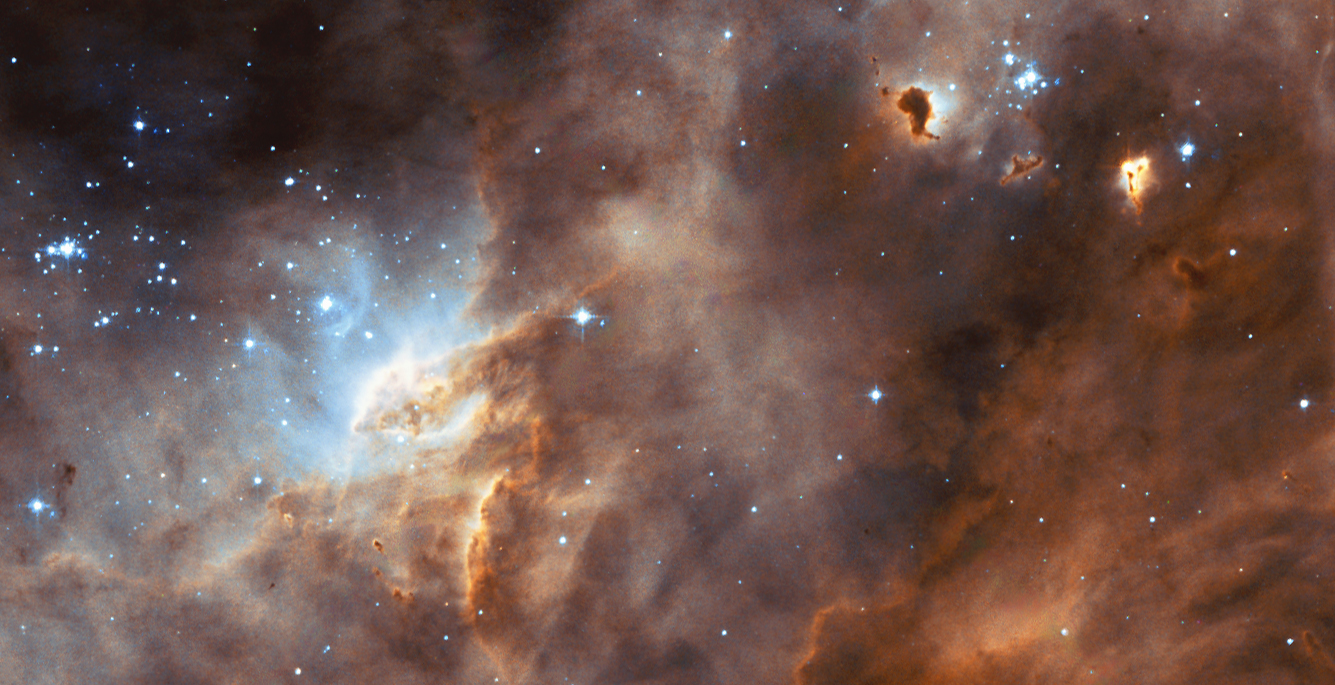
La regió de formació estel·lar N11B, al Gran Núvol de Magallanes

En astronomia,es defineix com una protoestrella o protoestel la fase de formació estel·lar entre el col·lapse del núvol molecular i la estrella preseqüència principal.
És un núvol molecular format per hidrogen, heli i partícules de pols, que comença a contreure's fins que assoleix la seqüència principal en el diagrama de Hertzsprung-Russell. La fase protoestel·lar és la més primerenca en el procés d'evolució estel·lar. Per a una estrella de poca massa (és a dir, la del Sol o inferior), dura uns 500.000 anys.
La protoestrella és el producte immediat del col·lapse gravitatori d'un núvol dens del medi interestel·lar. La majoria d'aquests núvols es troben en un estat d'equilibri dinàmic: la força de la gravetat està equilibrada per l'energia tèrmica dels àtoms i les molècules que formen el núvol. La ruptura d'aquest equilibri pot produir-se espontàniament, a causa de la turbulència interna del núvol, o, més sovint, pot ser desencadenada per algun esdeveniment extern, com les ones de xoc provocades per l'explosió d'una supernova propera o per una col·lisió entre dos núvols diferents, forces de marea galàctica entre dues galàxies que interactuen, etc. Sigui quina sigui la font de la pertorbació, si és prou gran pot provocar, en una regió del núvol amb més densitat, la força de la gravetat aclapara l'energia tèrmica, provocant un col·lapse. Les protoestrelles de massa similar a la del Sol solen trigar 10 milions d'anys a evolucionar d'un núvol que es contrau a una estrella de seqüència principal, mentre que les estrelles de massa més alta són molt més ràpides; una estrella de 15 masses solars (M☉) arriba a la seqüència principal en aproximadament 100.000 anys.
El producte del primer col·lapse és la formació d'un nucli hidroestàtic, que ha de passar per una fase d'acreció. Aquesta és la fase crucial del procés de formació d'una estrella, ja que la quantitat de matèria que aconsegueixi acumular l'estrella naixent condicionarà de manera irreversible el seu destí posterior; de fet, si la protoestrella acumula una massa entre 0,08 i 8-10 M☉ posteriorment evoluciona cap a una estrella anterior a la seqüència principal; si, tanmateix, la massa és significativament més alta, la protoestrella arriba immediatament a la seqüència principal. La massa també determina la vida útil d'una estrella; les estrelles menys massives viuen molt més que les més pesades (des de mil milions d'anys per a les estrelles de classe M V fins a uns quants milions d'anys per a les estrelles massives de classe O V).
Si l'objecte no aconsegueix acumular una massa d'almenys 0,08 M☉, l'activació de reaccions de fusió d'hidrogen és impossible; aquesta «estrella fallida», després d'una fase d'estabilització, es converteix en el que els astrònoms defineixen com una nana marró.

## Premissa: el col·lapse del núvol

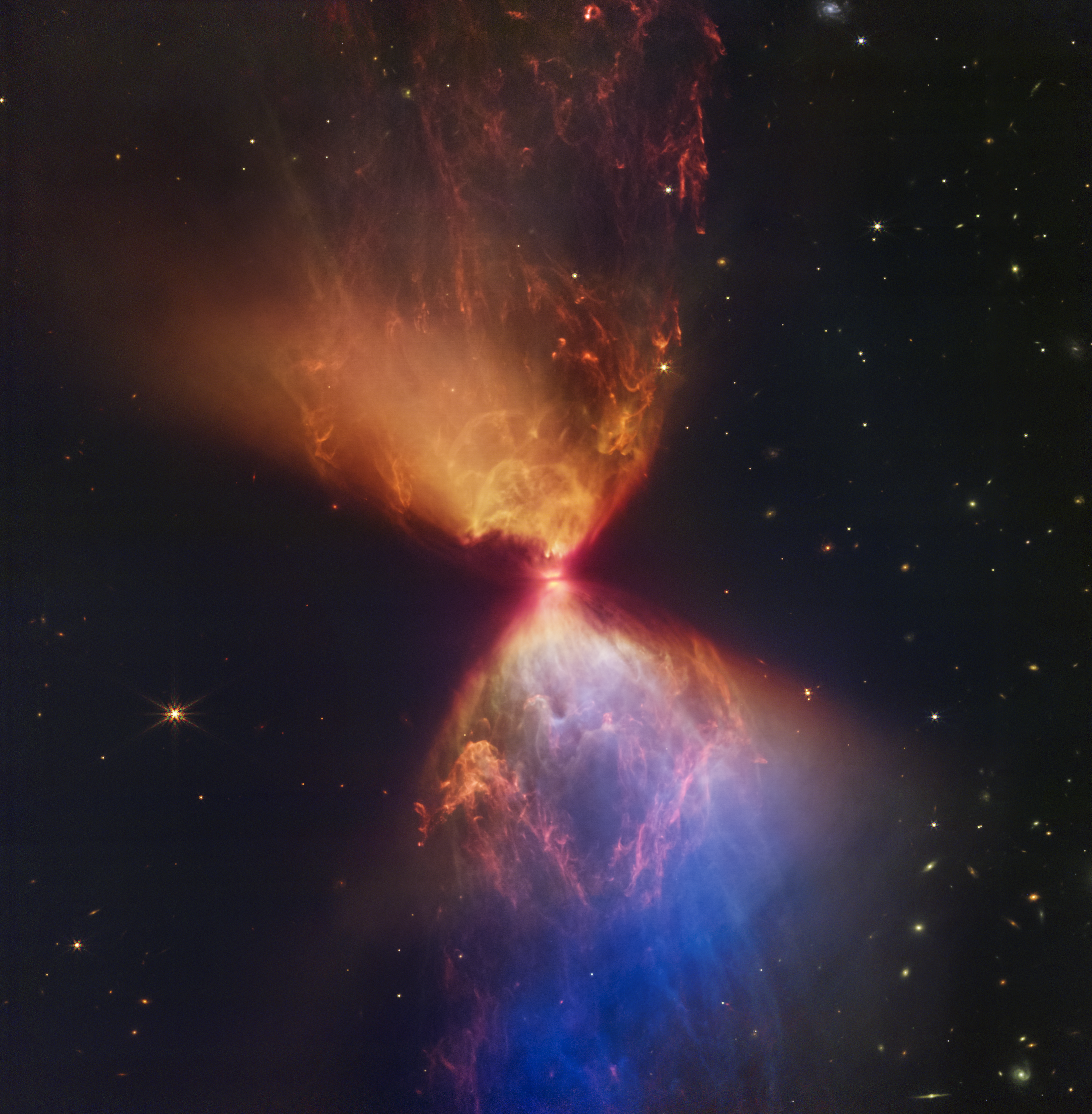
La nebulosa L1527, amb la protoestrella formant-se al centre, fotografiada per la NIRCam del James Webb Space Telescope

Un núvol interestel·lar roman en un estat d'equilibri hidroestàtic fins que l'energia cinètica del gas, que genera pressió exterior, s'equilibra amb l'energia potencial de la gravetat interna que tendiria a fer-lo col·lapsar. Tanmateix, si la massa del núvol és tal que la pressió del gas és insuficient per equilibrar la gravetat, començarà a mostrar fenòmens d'inestabilitat que provocaran un col·lapse gravitatori. La massa límit més enllà de la qual col·lapsarà el núvol s'anomena massa de Jeans, que ès directament proporcional a la temperatura i inversament proporcional a la densitat del núvol; com més baixa sigui la temperatura i més gran sigui la densitat, menor serà la massa necessària perquè aquest procés succeeixi.
De fet, a mesura que les regions més denses, a punt de col·lapse, incorporen matèria, s'assoleixen masses de Jeans localment més baixes, la qual cosa comporta una subdivisió del núvol en porcions jeràrquicament més petites, fins que els fragments assoleixen una massa estel·lar. Aquests fragments, anomenats nuclis densos, tenen unes dimensions entre 6.000 i 60.000 UA, una densitat de l'ordre de 105-106 partícules per cm3, i contenen una quantitat variable de matèria; el rang de masses és molt ampli, però les masses més petites són les més comunes. Aquesta distribució de masses coincideix amb la distribució de masses estel·lars, tenint en compte que la massa d'un núvol és tres vegades la massa de l'estrella que s'originarà d'ell, la qual cosa indica que només un terç de la matèria del núvol donarà lloc a l'estrella, mentre que la resta es dispersarà a l'espai.
El col·lapse no sempre comença de manera espontània, per turbulència interna del gas, o per una disminució de la pressió interna del gas per refredament o dissipació per camps magnètics. De fet, més sovint, com demostren la majoria de dades d'observació, és necessària la intervenció d'algun factor que pertorbi el núvol des de l'exterior, provocant inestabilitats locals i, per tant, afavorint el col·lapse. Hi ha nombrosos exemples d'estrelles, la majoria pertanyents a grans associacions estel·lars, les característiques de les quals mostren que es van formar gairebé simultàniament: com que un col·lapse simultani de nuclis densos independents seria una coincidència increïble, és més raonable pensar que aquesta és la conseqüència d'un força aplicada des de l'exterior que actuava sobre el núvol, provocant el col·lapse i la formació d'un gran grup d'estrelles.
Hi pot haver diversos esdeveniments externs capaços de promoure el col·lapse d'un núvol: ones de xoc generades per la col·lisió de dos núvols moleculars o per l'explosió d'una supernova propera; les forces de marea que sorgeixen arran de la interacció entre dues galàxies, que desencadenen una violenta activitat de formació estel·lar anomenada starburst; les flames energètiques d'una estrella en formació propera o la pressió del vent d'una estrella massiva propera o la seva intensa emissió ultraviolada.

## La protoestrella en el model estàndard

### El nucli hidroestàtic i la formació de la protoestrella

Diagrama que mostra com el gas col·lapsant, que formarà la protoestrella, dispersa l'energia gravitatòria acumulada (vectors centrípets en negre) a través de la radiació (fletxes ondulades en vermell)

Els fragments del núvol, inicialment en equilibri, continuen contraint-se lentament durant uns quants milions d'anys a una temperatura constant fins que l'energia gravitatòria es dissipa a través de la radiació d'ones de ràdio mil·límetriques. En un moment determinat, apareixen fenòmens d'inestabilitat que provoquen un col·lapse sobtat del fragment, que comporta un augment de la densitat al centre fins a 30.000 milions de molècules per cm3. Aquest augment comporta una opacificació del núvol a la seva pròpia radiació, amb el consegüent augment de la temperatura (de 10 a 60-100 K) i alentiment del col·lapse. L'escalfament dona lloc a un augment de la freqüència de les ones electromagnètiques emeses; el núvol ara irradia en l'infraroig llunyà, al qual és transparent. D'aquesta manera la pols media el segon col·lapse del núvol. Es crea així una configuració en què un nucli hidroestàtic central atrau gravitatòriament la matèria difosa a les regions externes; és l'anomenat First Hydrostatic Core (Primer Nucli Hidrostàtic), que continua augmentant la seva temperatura en funció del teorema del virial; la caiguda de material sobre aquesta regió central opaca crea ones de xoc que escalfen encara més el gas. Després d'aquesta fase de creixement des de l'embolcall, el nucli comença una fase de contracció quasi estàtica.
Quan la temperatura nuclear arriba als 2000 K, l'energia tèrmica dissocia les molècules d'H2 en àtoms d'hidrogen, que poc després s'ionitzen juntament amb els àtoms d'heli. Aquests processos absorbeixen l'energia alliberada per la contracció, permetent-la continuar durant períodes comparables al període de col·lapse a velocitat de caiguda lliure. Tan bon punt la densitat del material que cau arriba al valor de 10−8g cm−3, la matèria es torna prou transparent per permetre que l'energia radiant s'escapi. La combinació de la convecció interior i l'emissió de radiació permet que l'embrió estel·lar contregui el seu radi. Aquesta fase continua fins que la temperatura dels gasos és suficient per mantenir una pressió prou alta com per evitar un nou col·lapse; així s'aconsegueix l'equilibri hidroestàtic. Quan l'objecte així format cessa aquesta fase de creixement s'anomena protoestrella; l'embrió estel·lar roman en aquesta fase durant unes desenes de milers d'anys.

### La fase d'acreció
Els objectes HH constitueixen una classe peculiar de nebuloses d'emissió que es formen quan el gas expulsat pels jets polars de la protoestrella xoca amb l'embolcall més dens i circumdant a velocitats iguals a centenars de quilòmetres per segon, excitant els àtoms del gas que il·lumina per triboluminescència.

Es creu que aquests fenòmens tenen una durada relativament curta, segons les estimacions unes quantes desenes o com a molt uns centenars de milers d'anys, al final dels quals es dissolen en el medi interestel·lar sota l'acció del vent dels nou estels formats; les observacions realitzades pel telescopi Hubble també revelen que aquests objectes evolucionen ràpidament en pocs anys.

Els objectes HH consisteixen principalment en hidrogen i heli, en percentatges de massa del 75% i el 25% respectivament. Menys de l'1% consisteix en elements i compostos més pesats, com ara aigua (en estat de gel), silicats, diòxid de carboni (en estat de gel), metà i metanol. Els seus espectres també mostren un clar domini de les emissions de Balmer d'hidrogen, amb línies d'emissió d'oxigen [O(I)], sofre [S(II)], nitrogen [N(I)] i ferro [Fe(II)] catiònics, en les quals també destaquen línies d'O (II) i N (II) fortament excitades, juntament amb emissions febles d'O (III).
Després del col·lapse, la protoestrella ha d'augmentar la seva massa acumulant gas; s'inicia així una fase d'acreció que continua a un ritme d'aproximadament 10−6-10−5 M☉ per any. L'acreció del material cap a la protoestrella continua gràcies a la mediació d'un disc d'acreció, alineat amb l'equador, que es forma quan el moviment de rotació de la matèria en caiguda lliure (inicialment igual al del núvol) s'amplifica a causa de la conservació de moment angular.
La velocitat d'acreció no és constant; de fet, la futura estrella arriba ràpidament a la que serà la meitat de la seva massa definitiva, mentre que triga deu vegades més a acumular la massa restant.
Només una part de la matèria del nucli dens (s'estima al voltant d'un terç) caurà sobre la protoestrella; de fet, si se li transferís tot el moment angular del disc, la seva velocitat de rotació augmentaria fins a assolir un valor de força centrífuga tal que provoqui el seu desmembrament. En aquesta fase també es formen fluxos moleculars que surten dels pols de la protoestrella, probablement per dispersar l'excés de moment angular. Els mecanismes en l'origen de la formació d'aquests jets encara no estan del tot clars, però es creu que es pot atribuir un paper important a les línies de força del camp magnètic estel·lar, la deflexió i retorsió del qual en creuar el disc d'acreció provocarien una mena d'hèlix que canalitza el plasma expulsat en un jet prim. La col·lisió d'aquests jets amb el gas del núvol pot generar formacions particulars conegudes com a objectes de Herbig-Haro (objectes HH).
Quan s'arriba a una temperatura d'almenys un milió de graus Kelvin al nucli, comença la fusió del deuteri, un isòtop d'hidrogen format per un protó i un neutró (2H); la pressió de radiació resultant retarda (però no atura) el col·lapse, mentre que la caiguda de material de les regions internes del disc d'acreció a la superfície de la protoestrella continua. La quantitat d'energia que la fusió del deuteri és capaç d'alliberar per unitat de massa de gas interestel·lar ve donada per la relació:

L'estructura d'una protoestrella:
1. Gas del núvol en caiguda (òpticament transparent)
2. Fotosfera infraroja (falsa fotosfera)
3. Caiguda de closca de pols (òpticament opaca)
4. Front de xoc (sublimació de pols)
5. Nucli hidroestàtic protoestelar

{\displaystyle p={\frac {{\frac {D}{H}}XE_{r}}{m_{H}}}}
On {\displaystyle {\begin{smallmatrix}{\frac {D}{H}}\end{smallmatrix}}} és la relació numèrica de deuteri a hidrogen, {\displaystyle X} és la fracció de massa de l'hidrogen, {\displaystyle E_{r}} (=5,49 MeV) l'energia desenvolupada per una única reacció, i {\displaystyle m_{H}} és la massa de l'àtom d'hidrogen. La fusió nuclear és més eficient durant la fase d'acreció que quan s'ha arribat a una massa fixa, ja que s'acumula contínuament combustible nou que augmenta la velocitat de les reaccions. La velocitat de les reaccions també és molt sensible a la temperatura, de manera que el deuteri actua com a termòstat, mantenint constant la temperatura central en un milió de graus K, mentre que la nova massa continua precipitant sobre el nucli des de l'embolcall gasós extern; en conseqüència, la relació entre massa i radi es manté constant durant la fase en què la velocitat de fusió és més gran. Aquest confinament de la relació massa-radi del nucli estel·lar, combinat amb les traces evolutives de la fase de pre-seqüència principal posterior, produeix, a la part dreta del diagrama de Hertzsprung-Russell (H-R), una «línia de naixement» teòrica d'acord amb dades d'observació.
En aquesta fase, la protoestrella està envoltada per la resta del núvol, que normalment és molt dens i polsós. La radiació de la protoestrella evapora el gas circumdant i sublima la pols, mentre que els grans de pols adjacents al nucli hidroestàtic constitueixen una falsa fotosfera que l'emmascara, fins que la llum d'aquesta aconsegueix destruir-la. Al final d'aquest procés la protoestrella és molt gran, brillant i freda.
L'estructura de la protoestrella varia durant la fase d'acreció, en relació amb si la fusió de deuteri s'ha encès o no; de fet, abans de l'encesa, l'objecte és gairebé completament convectiu i el nucli està format per una gran regió interna inert i una fina zona de sedimentació, que, a diferència de la regió interna, és clarament adiabàtica i és responsable de quasi tota la lluminositat interna del nucli; després de l'encesa del deuteri, provocada per l'augment de la massa i, per tant, de la temperatura interna, l'energia es transporta per radiació mentre el nucli desenvolupa dues o més zones de convecció més o menys internes i l'energia nuclear contribueix significativament a la quantitat total de energia emesa per la protoestrella. En aquest punt, la protoestrella arriba a la fase estrella preseqüència principal (objecte PMS).

## Protoestrelles massives
Presa literalment, la teoria estàndard de la formació estel·lar sembla excloure l'existència d'estrelles massives (M>8 M☉), ja que quan entren en joc masses molt elevades, l'embrió estel·lar assoleix extremadament ràpidament les condicions necessàries per activar la fusió d'hidrogen; això comportaria l'aturada immediata de la fase d'acreció i una forta limitació de la massa de la futura estrella. Per tant, es creu que en el cas de les estrelles massives cal afegir altres mecanismes als descrits en el model estàndard, mecanismes que encara són fins a cert punt avui dia objecte d'hipòtesis, que permeten explicar com arriben aquests objectes al quantitats de matèria que els caracteritzen.

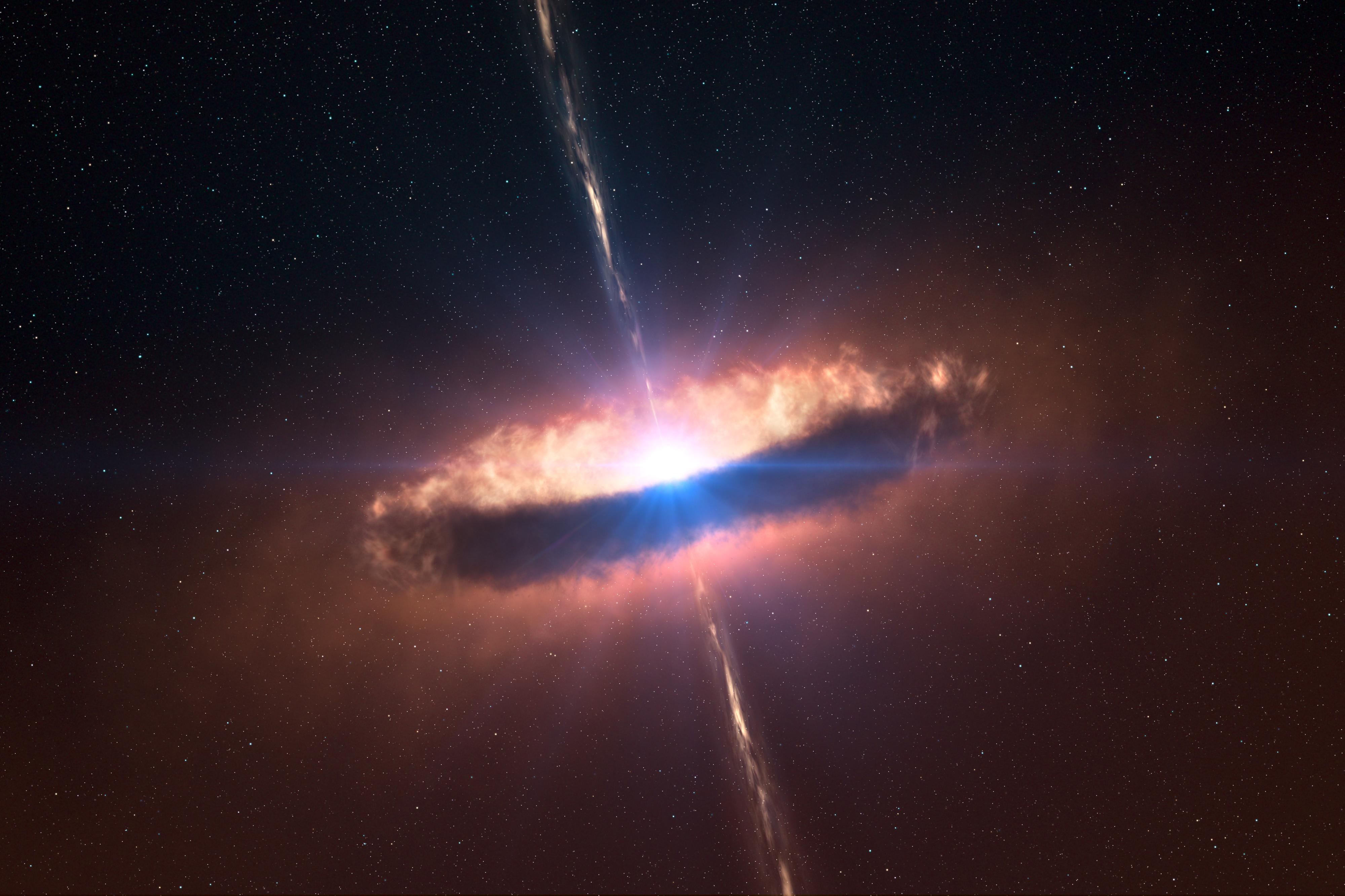
Representació gràfica d'un disc circumestel·lar al voltant d'una protoestrella massiva. El disc s'estén per unes 130 unitats astronòmiques i té una massa semblant a la de l'estrella; les seves parts més internes estan lliures de pols, vaporitzades per la intensa radiació estel·lar
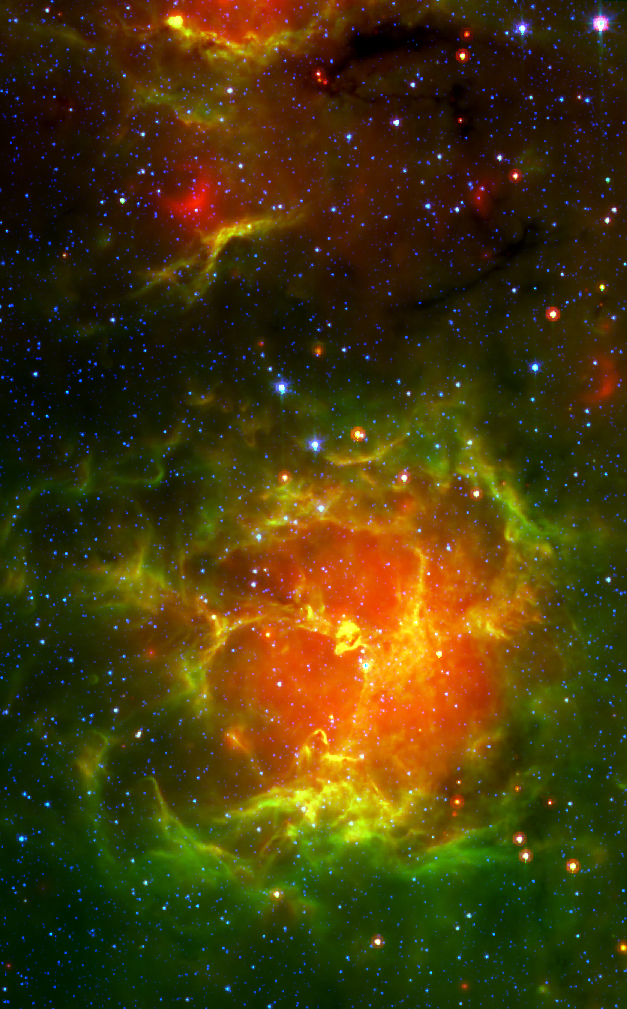
La Nebulosa Trífida vista en infrarojos; s'hi han identificat diversos embrions d'estrelles massives.

Nombrosos models teòrics i dades observacionals confirmen que la formació d'estrelles massives també es produeix gràcies a la mediació d'un disc circumstel·lar i mitjançant la formació de jets, que permeten, mitjançant la creació d'una cavitat en el material nebulós, una sortida a través de la qual la gran radiació d'una protoestrella massiva es pot dispersar sense afectar l'acreció. Poerò aquestes estrelles, després de la fase protoestelar, no passen per la fase PMS, sinó que arriben directament a la seqüència principal; la intensa emissió electromagnètica resultant (en particular de la radiació UV ultraviolada) posaria immediatament fi a la fase d'acreció, mantenint així la massa de l'estrella dins d'unes deu masses solars. Tanmateix, el descobriment d'estrelles supermassives (fins i tot molt per sobre dels 100 M☉) ha portat els astrofísics a formular models que poden explicar la seva formació. Per respondre a la pregunta, es van desenvolupar models simulats per ordinador, basats en la teoria del creixement competitiu, els resultats dels quals es van donar a conèixer el gener de 2009. El col·lapse i la rotació d'un núvol molecular enorme condueixen a la formació del disc d'acreció, que alimenta la protoestrella. La gran massa del disc fa que sigui gravitacionalment inestable, la qual cosa fa que es fragmenti i formi protoestrelles secundàries en aquests fragments, la majoria de les quals precipiten i es fusionen amb la protoestrella central. La simulació també va demostrar per què la majoria de les estrelles massives són sistemes múltiples; de fet, s'ha vist que una o més de les protoestrelles secundàries aconsegueixen assolir, sense ser engolides per la protoestrella primària, una massa tal que s'alliberi del disc de la principal, formen al seu torn el seu propi disc i es fusionin. amb les protoestrelles secundàries que s'originen d'ella, convertint-se així també en una estrella massiva. L'observació d'algunes regions de formació estel·lar per part del telescopi Spitzer ha confirmat en part aquest model, encara que la verificació serà complicada; de fet és difícil poder capturar estrelles massives en l'acte de la seva formació, atès que es troben en tot cas una tipologia estel·lar força rara i donat que el procés que porta a la seva formació acaba en molt poc temps (a escala astronòmica).